# Skala Antoniadiego
Skala Antoniadiego – pięciostopniowa skala opisująca warunki widoczności (seeing), zaproponowana przez astronoma francuskiego (pochodzenia greckiego) Eugeniosa Antoniadiego, używana przez astronomów amatorów (skala może być podawana w postaci odwróconej).
Kolejne punkty skali to:
- I – doskonała stabilność atmosfery, bez drgania,
- II – niewielkie falowania obrazu z kilkusekundowymi okresami doskonałej widoczności,
- III – średnio dobra stabilność obrazu, z dostrzegalnymi ruchami powietrza,
- IV – słaby seeing, obraz w ciągłym ruchu,
- V – bardzo złe warunki.